# 特許を受ける権利
特許を受ける権利（とっきょをうけるけんり）とは、特許法において、発明を完成した発明者に認められる権利の一つであり、国家に対して特許権の付与を請求することのできる請求権（公権）としての性質と、発明の支配を目的とする譲渡可能な財産権（私権）としての性質を併せもつ権利である。
特許を受ける権利と同様の性質をもつ権利は、特許法のほか、実用新案法（実用新案登録を受ける権利）、意匠法（意匠登録を受ける権利）などの創作法制においても認められている。
本項では、日本国特許法に基づく特許を受ける権利について説明する。

## 制度趣旨
特許法のもとでは、独占排他的に業として特許発明を実施することができる権利である特許権（特許法68条）を付与することによって、発明を奨励し、法目的である「産業の発達」（特許法1条）を図ることとしている。しかし、特許権を付与するためには、発明の産業上利用可能性、新規性、進歩性などの特許要件の審査を行う必要があるため、発明の完成から特許権の発生までにはある程度の期間を要する。そこで、発明の完成から特許権の発生までの期間において、発明者および特許出願人の利益状態を保護するための権利として、「特許を受ける権利」を認めることとしたのである。

## 権利の発生と消滅

### 発生
特許を受ける権利は、産業上利用することのできる発明の完成と同時に発生する（特許法29条1項柱書）。特許を受ける権利が発生するには、発明が完成していれば足りるのであって、いかなる方式の履行も必要としない。発明が完成しているとされるには、発明が属する技術分野の通常の知識を有する者（当業者）が実施できる程度に発明が具体化されている必要がある。

### 消滅
特許を受ける権利は以下の事由によって消滅する。
- 特許権の設定登録（特許法66条）

特許を受ける権利が特許権に「昇格」することによって発展的に消滅する。
- 権利能力の喪失

特許を受ける権利を有していた者が、特許法25条の規定により権利能力を喪失した場合は、特許を受ける権利は消滅する。
なお、かつては特許出願の放棄によって特許を受ける権利が消滅するとされており、一度放棄した出願を再出願したとしても放棄した出願を先願として特許法39条に基づき特許を受けることができないとされた。しかしながら、平成10年の改正で放棄された又は拒絶査定が確定した特許出願は先願の地位を有さない（特許法39条5項）となったことにより、現行法では特許出願の放棄をしても再度同じ出願を行って特許を受けることが可能である。

## 権利の主体と客体

### 主体

#### 原始的帰属
特許を受ける権利は、発明を完成した者（発明者）に原始的に帰属する（特許法29条1項柱書）。複数人で共同して発明した場合には特許を受ける権利は発明者全員が共有する（→共有に係る特許権）。特許法によれば、発明者は常に自然人であり（特許法36条1項2号）、法人が発明者の地位を得ることはできない。たとえ企業の研究開発部門などに所属する従業員が職務上完成した発明（職務発明）であっても、その発明に係る発明者は従業員であって、その発明に係る特許を受ける権利は従業員に原始的に帰属する。
- 外国人

外国人は原則として私権を享有することができるが、法令の規定によって外国人の私権の享有を制限することもできる（民法3条2項）。特許法25条は、日本国内に住所または居所を有しない外国人については、以下のいずれかの要件を満たす場合のみに特許を受ける権利の享有を認めている。
1. その者の属する国において、日本国民に対しその国民と同一の条件により特許権その他特許に関する権利の享有を認めているとき（1号）
2. その者の属する国において、日本国がその国民に対し特許権その他特許に関する権利の享有を認める場合には日本国民に対しその国民と同一の条件により特許権その他特許に関する権利の享有を認めることとしているとき（2号）
3. 条約に別段の定があるとき（3号）

工業所有権の保護に関するパリ条約は、内国民待遇の原則を採用している（パリ条約2条）。すなわち、パリ条約同盟国の国民に対しては、日本国民に対して認められる権利と同等の権利の享有を認めなければならない。したがって、パリ条約同盟国の国民であれば、特許法25条3号の規定により特許を受ける権利を享有することができる。

#### 権利の承継による帰属
特許を受ける権利は、移転することができる（特許法33条1項）。そのため、発明者自身が特許出願をする代わりに、発明者から特許を受ける権利を譲り受けた他人が特許出願をすることもできる。前述したように、特許を受ける権利の原始帰属先は自然人である発明者に限られているが、法人は、当該特許を受ける権利を発明者から譲り受けることによって、自らが特許を受ける権利の享有者となることができる。たとえば、法人の従業員による職務発明についての特許を受ける権利を法人側に譲渡し、当該法人の名において特許出願を行う実務が広く定着している。
その場合、法人は、従業者に対して相当の対価を支払う義務が生じる（特許法35条3項）。この対価の額については、法人側と従業員側との間で紛争がしばしば起きている。詳細は「職務発明」の項目を参照されたい。

### 客体
特許を受ける権利の客体は以下の通りとなる。
- 特許出願前

発明者が完成した産業上利用可能な発明
- 特許出願後

特許出願の願書に添付した特許請求の範囲に記載された発明

## 権利の変動

### 主体の変動
前述したように、特許を受ける権利は移転することができる（特許法33条1項）。
特許出願前における特許を受ける権利の承継は、当事者間の契約のみによってその効力が発生する。ただし、その承継人が特許出願しなければ第三者に対抗することができない（特許法34条1項）。たとえば、発明者である甲が有していた特許を受ける権利αを乙に承継しても、乙が特許出願するまでの間は、第三者である丙との関係では、甲が特許を受ける権利αを有していることになる。そのため、丙は特許を受ける権利αの承継を甲から受けることもできる。この場合、特許を受ける権利αは乙と丙の両方に二重譲渡されたことになり、乙と丙のうち、先に特許出願をした者が、特許を受ける権利αの承継について他方に対抗することができる。
この規定は、土地の所有権移転は登記を第三者対抗要件としている民法177条の規定に対応する。
特許出願後における特許を受ける権利の承継は、相続その他の一般承継を除き、特許庁長官に届け出なければ、その効力が発生しない（特許法34条4項）。
特許を受ける権利は、移転できるが、質権の目的とすることはできない（特許法33条2項）。特許権とは異なり、特許を受ける権利には適切な公示手段がないため、取引の安全を害するからである。また、抵当権の目的とすることもできない。抵当権の目的とするには、抵当権の目的とすることができる旨の規定が積極的になければならないが、特許法には当該規定が存在しないからである。しかし、譲渡担保の目的とすることはできると解する。

### 客体の変動
特許出願後においては、特許請求の範囲の補正により変動する。

## 特許を受ける権利を有する者の利益

### 補償金請求権
特許を受ける権利を有する者は、特許出願を行い、当該特許出願が出願公開（特許法64条）されたときは、特許出願に係る発明を業として実施している者に対して、その発明の内容を記載した書面を提示して警告を行うことにより、実施料（ライセンス料）相当額の補償金の支払いを実施者に対して請求する権利（補償金請求権）を得る（特許法65条1項）。ただし、補償金請求権は、特許権の設定登録がされた後でなければ行使することができない（特許法65条2項）。

### 特許権の付与
特許を受ける権利を有する者は、その発明について特許を受けることができる（特許法29条1項柱書）。特許を受けるためには、特許を受ける権利を有する者が特許出願を行い、実体審査を受ける必要がある。そして、新規性（特許法29条1項各号）、進歩性（特許法29条2項）、明細書や特許請求の範囲などに同一発明が記載された公開先願（拡大先願）が存在しないこと（特許法29条の2）、同一発明を対象とする先願が存在しないこと（特許法39条）などの特許要件をすべて満たしていることが審査によって認められれば、特許権が与えられる（特許法49条）。

### 特許を受ける権利を有しない者がした特許出願の扱い
特許法上の発明者ではなく、特許を受ける権利も持たない者がした特許出願は「冒認出願」と呼ばれることがある。たとえば、学術論文に記載された他人の成果である新規技術について、それを自らの発明と偽って行う特許出願が冒認出願である。冒認出願は拒絶され、特許権は与えられない（特許法49条7号）。審査官が冒認出願であることを見逃したことによって誤って特許権が付与された場合には、利害関係人（特許法123条2項但書）（たとえば、特許を受ける権利の真の享有者）による特許無効審判の請求によって、特許が無効にされることがある（特許法123条1項6号）。
特許を受ける権利を有しない者が特許出願を行い、取得した特許権について、特許を受ける権利を有する者は、その特許権者に対し、当該特許権の移転を請求することができる（特許法74条1項）。特許権の移転の登録があったときは、その特許権は、初めから当該登録を受けた者に帰属していたものとみなされ（特許法74条2項）、真の特許権者の保護が図られている。
特許法上の発明者ではあるが、特許を受ける権利を持たない者（たとえば、自ら発明はしたが、特許を受ける権利を他者に譲渡した者）がした特許出願については、明確に登録を拒絶する規定が存在しないが（特許法49条）、同条に含まれるとする学説もある 。

## 他法域における同様の権利
冒頭で述べたとおり、他の産業財産権法である実用新案法、意匠法でも、それぞれ同じ趣旨により、「実用新案登録を受ける権利」（実用新案法3条1項柱書）、「意匠登録を受ける権利」（意匠法3条1項柱書）が認められている。特許法と同様に、創作物（実用新案法においては、産業上利用することができる考案であって物品の形状、構造または組み合わせに係るもの。意匠法においては工業上利用できる意匠）の完成から、独占排他権の発生までにある程度の期間を要するからである。
一方、同じ知的財産法であっても、商標法や著作権法では認められていない。
商標法で同様の権利が規定されていないのは、商標法が創作物を保護する法制ではないことによる。すなわち、商標法は商標に化体した業務上の信用力（ブランド）を保護することを本質とする法制であって（商標法1条）、商標を構成する言葉や図形のデザインの創作性を保護する法制ではないからである。商標とすべき言葉や図形などを創作しても、それを対象として商標登録出願をしない限りは、商標法はそれに何らの保護を与えない。そのため、出願対象の商標を決定する行為は、「創作行為」と区別するために、「選択行為」とよばれている。
また、著作権法は創作物（著作物）を保護する法制である点では特許法と同様であるが、著作権法は、著作物の創作と同時に独占排他権（著作権）を発生させるため（無方式主義、著作権法51条1項）、著作物の創作から著作権の発生までの期間における著作者の利益保護を図る必要がない。